# 32734 Kryukov
32734 Kryukov è un asteroide della fascia principale. Scoperto nel 1978, presenta un'orbita caratterizzata da un semiasse maggiore pari a 3,1985180 UA e da un'eccentricità di 0,1477365, inclinata di 0,62028° rispetto all'eclittica.